# Sul-africanos portugueses
Os sul-africanos portugueses (ou luso-sul-africanos) são sul-africanos de ascendência portuguesa. O número exato de pessoas na África do Sul que são portuguesas ou de ascendência portuguesa não é conhecido com exatidão, uma vez que muitas pessoas que chegaram durante a era pré-1994 foram rapidamente assimiladas pelas comunidades sul-africanas de língua inglesa e africâner. É provável que haja também uma subcontagem de imigrantes, especialmente da Madeira.

## História
Os portugueses exploraram as costas da África do Sul no final do século XV e reivindicaram-nas nominalmente como suas, erguendo padrões (grandes cruzes de pedra com o brasão de armas de Portugal, colocadas como parte de uma reivindicação de terras). Bartolomeu Dias fê-lo em 1486 e Vasco da Gama registou o avistamento do Cabo da Boa Esperança em 1497, a caminho da Índia.
No início do século XX, registou-se uma vaga de emigrantes madeirenses, cujo número aumentou consideravelmente nas décadas que se seguiram à Segunda Guerra Mundial. Os imigrantes madeirenses, tradicionalmente associados à horticultura e ao comércio, constituem o maior grupo da comunidade portuguesa na África do Sul.
O maior evento individual de colonização portuguesa ocorreu quando as antigas colónias portuguesas se tornaram independentes em 1975. A maior parte dos portugueses foi para Portugal e para o Brasil, mas um número significativo de refugiados negros e brancos de Angola e de Moçambique dirigiu-se para a África do Sul. A sua chegada fez da África do Sul o lar da maior população africana de origem portuguesa, aumentando-a de cerca de 49.000 para 300.000.
Rosettenville, em Joanesburgo, foi um importante centro de imigração de portugueses brancos entre as décadas de 1940 e 1980, na sua maioria oriundos de Portugal continental. Estima-se que, durante este período, 50.000 falantes de português se tenham mudado para esta zona. Depois de Angola e Moçambique se terem tornado independentes de Portugal em 1976 e 1975, muitos portugueses moçambicanos e angolanos brancos estabeleceram-se na zona, que passou a ser conhecida como “Little Portugal”, com os residentes a celebrarem a sua herança comum de várias formas, incluindo comida e festivais. Em 1981, o português era ensinado em dezasseis escolas públicas da África do Sul e havia 42 clubes sociais portugueses a funcionar no país.
Woodstock, na Cidade do Cabo, tornou-se o primeiro subúrbio da cidade onde se desenvolveu uma comunidade étnica portuguesa distinta.  A população portuguesa na cidade aumentou de 228 imigrantes em 1936 para 1649 imigrantes em 1970. Um total de 675 destes imigrantes, vindos da Madeira, estabeleceram-se em Woodstock entre 1940-1980 e a área ganhou a alcunha de “Little Madeira.” Pescadores portugueses estabeleceram-se no subúrbio na década de 1930 e ficaram conhecidos como os “pioneiros” da diáspora portuguesa no Cabo. Escolheram Woodstock pela sua localização perto do porto e pela sua relativa acessibilidade económica.

## Política e economia
A comunidade portuguesa sul-africana é muito ativa no seio da comunidade sul-africana, tanto a nível político como económico. Entre os seus membros destacam-se Maria Ramos, que foi diretora-geral do Tesouro Nacional da África do Sul e, mais tarde, CEO do ABSA, uma das maiores empresas de serviços financeiros da África do Sul. A comunidade portuguesa também está ativamente envolvida no sector empresarial, nomeadamente em empresas como o Mercantile Bank. A comunidade está também ativamente envolvida em actividades de investimento com outros países da África Austral, como Angola e Moçambique.
A nível social, a comunidade portuguesa tem organizado um festival anual chamado Lusito Land (o segundo maior festival da África do Sul).

## Religião
A maioria dos portugueses, tal como os outros sul-africanos, são cristãos. A maioria são católicos romanos, embora exista uma minoria protestante.

## Desporto

### Futebol
O desporto mais popular entre os sul-africanos portugueses é o futebol. Existem muitos clubes de futebol na África do Sul que são de origem portuguesa. Um exemplo é o clube de futebol profissional Vasco Da Gama, extinto em 2016. O futebol é o passatempo preferido dos jovens portugueses na África do Sul e muitos deles tendem a juntar-se a clubes de futebol amadores e profissionais do país.

## Geografia
Devido à exploração e navegação portuguesas, muitos pontos de interesse na costa sul-africana têm nomes portugueses.
- KwaZulu-Natal
- Cape Agulhas
- Benguela Current
- Agulhas Current
- Dias Cross
- Da Gama Cross
- L'Agulhas
- Agulhas National Park
- Saldanha Bay
- St Lucia, KwaZulu-Natal
- Algoa Bay
- St. Croix Island
- St Helena Bay

## Sul-africanos portugueses notáveis
- João Albasini (1813-1888)
- Basil D'Oliveira (1931-2011), jogador de críquete conhecido por ter iniciado o caso D'Oliveira
- Manuel de Freitas, deputado, Ministro-sombra do Turismo desde 2019, Ministro-sombra dos Transportes de 2014 a 2019, Ministro-sombra dos Assuntos Internos de 2012 a 2014, Ministro-sombra Adjunto dos Transportes de 2009 a 2012, anteriormente vereador na cidade de Joanesburgo e também membro da Assembleia Legislativa Provincial de Gauteng.
- Trevor Manuel, antigo Ministro das Finanças e Ministro na Presidência para a Comissão Nacional de Planeamento
- Jeannie de Gouveia (mais conhecida por Jeannie D), apresentadora de televisão e personalidade mediática
- Roger De Sá, antigo futebolista e treinador
- Edgar Fernando Ferreira Maia (Nascido em 1986), mestre de artes marciais Blade
- Vanessa Do Céu Carreira, Miss África do Sul 2001
- Mike dos Santos, estratega, dançarino e escritor[6]

- Fernando Duarte, cofundador do Nando's
- Sónia Esgueira, atriz e escritora das comédias satíricas "Porra" e "Porralicious"
- Manny Fernandes, promotor de boxe profissional
- Frank Pereira, ex-futebolista
- Maria Ramos, Diretora Executiva do Barclays Africa Group Limited
- Marilyn Ramos, Miss África do Sul 2012
- Paula Reto, golfista profissional
- João Silva, fotógrafo
- Lee Cole, cantor e compositor
- Coronel Ignatius Ferreira, desempenhou um papel proeminente no desenvolvimento de Joanesburgo
- Shevon Pereira, Miss África do Sul 2020 Top 35 e Miss África do Sul 2022 Top 30.
- Savannah de Almeida, Miss África do Sul 2021 Top 35
- Costa Titch, artista amapiano
- Manuel Escórcio, tenor sul-africano
- Danny Roxo, foi um caçador, guia de safaris e soldado português.
- Deon Ferreira, oficial do exército sul-africano. Foi Chefe de Operações Conjuntas antes de se reformar.